# Tikourbabine
Tikourbabine (en kabyle tasahlite) ou encore al-'aṣbān (العصبان en arabe bédjaoui et en arabe djidjelien), est un plat traditionnel berbère algérien de la petite Kabylie.

## Origine et étymologie
Ce plat est originaire de Kabylie en Algérie, dans l'aire comprise entre la vallée de la Soummam (Béjaïa) et la Kabylie de Collo, en passant par le nord des wilayas de Bordj Bou Arreridj et Sétif, la wilaya de Béjaïa ainsi que la wilaya de Jijel (Kabylie orientale), aire connue par le nom générique de Petite Kabylie

## Description

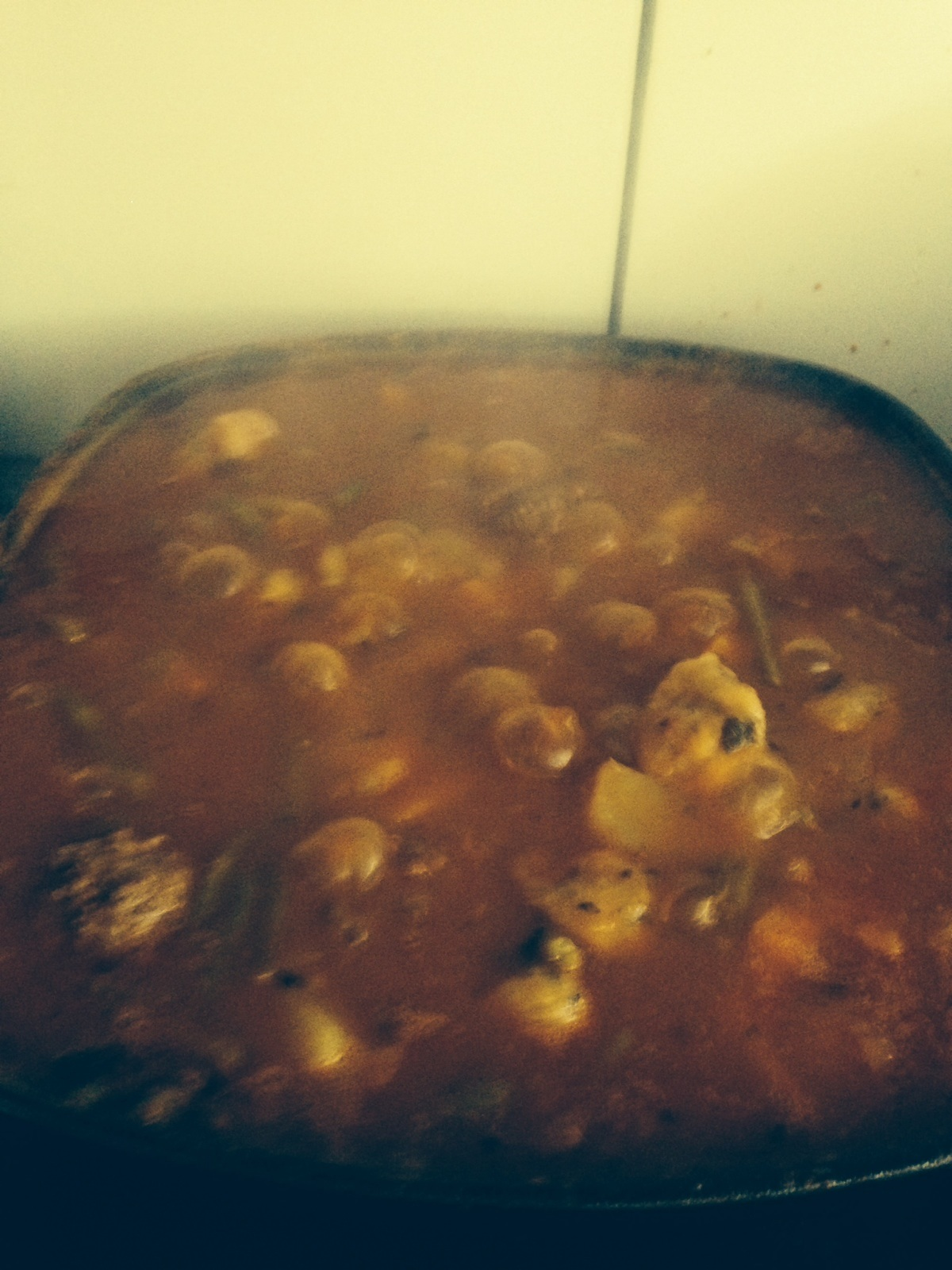
Tikourbabine de la région de Sidi Aich.

Ce plat se compose de boulettes de semoule, de forme ronde ou ovale, cuites dans une sauce rouge piquante, parfumée à la coriandre et à la menthe. Ces boules sont préparées avec de la semoule de blé (ou très rarement d’orge), d'huile, d'oignons et d'épices, un peu de sauce ainsi que beaucoup de coriandre et de menthe. Il peut être élaboré avec du gueddid, viande salée et séchée au soleil, ou bien du poulet,,.
Les boulettes sont servies dans l'assiette, ensuite coupées en morceaux et arrosées plus ou moins abondamment de sauce.